# Heinrich Bihler (Romanist)
Heinrich Bihler  (* 14. Oktober 1918 in Freiburg im Breisgau; † 17. Januar 2017 ebenda) war ein deutscher Romanist, Hispanist, Katalanist und Mediävist.

## Leben und Werk
Bihler studierte in München bei Gerhard Rohlfs und Hans Rheinfelder und wurde 1950 mit der Arbeit Die Stellung des Katalanischen zum Provenzalischen und Kastilischen. Statistische Analyse von katalanischen Texten aus Mittelalter und Neuzeit (Frankfurt am Main 2001) promoviert. Er habilitierte sich 1956 mit der Schrift Spanische Versdichtung des Mittelalters im Lichte der spanischen Kritik der Aufklärung und Vorromantik (Münster 1957). Von 1961 bis 1972 war er (trotz Verlust seiner Sehkraft nach einer misslungenen Augenoperation) ordentlicher Professor für romanische Philologie an der Georg-August-Universität Göttingen, zog sich dann wegen ständiger Anfeindungen aus den Reihen der 68er Studenten vom aktiven Dienst zurück, blieb aber bis 1986 an der Universität präsent, indem er regelmäßig Lehrveranstaltungen abhielt und Prüfungen abnahm. 
Bihler war Mitbegründer und Mitherausgeber der Zeitschrift Iberoromania. Er war ein Hispanist der ersten Stunde und erwarb sich große Verdienste insbesondere auch auf dem Gebiet der katalanischen Literatur- und Sprachwissenschaft. Eine tausendseitige Festschrift, die ihm Kolleginnen und Kollegen aus aller Welt anlässlich seines achtzigsten Geburtstags widmeten, zeugt von der hohen Wertschätzung, die ihm seitens der Romanistik, Hispanistik und Katalanistik international entgegengebracht wurde. 1998 wurde er vom Präsidenten Kataloniens mit der Creu de Sant Jordi ausgezeichnet. Im Jahr 2015 wurde er zum Ehrenmitglied des Deutschen Hispanistenverbandes ernannt. Heinrich Bihler war außerdem Ehrenpräsident des Deutschen Katalanistenverbandes auf Lebenszeit.

## Weitere Werke
- Französische Stillehre, Wiesbaden 1955
- Frankreichkunde, Frankfurt am Main 1962
- (Hrsg. mit Alfred Noyer-Weidner) Medium aevum Romanicum. Festschrift für Hans Rheinfelder, München 1963
- (Hrsg.) Der Rosenroman, Tübingen 1966